# The X-Files: Unrestricted Access
 (mars 2012).
Si vous disposez d'ouvrages ou d'articles de référence ou si vous connaissez des sites web de qualité traitant du thème abordé ici, merci de compléter l'article en donnant les références utiles à sa vérifiabilité et en les liant à la section « Notes et références ».
The X-Files: Unrestricted Access est un jeu vidéo interactif et le premier jeu vidéo basé sur la série télévisée X-Files : Aux frontières du réel. On y trouve des informations sur des personnages principaux, secondaires et des figurants, une fiche des épisodes de la saison 1 à 4. Sur les fiches de chaque épisode il y a des liens vers le mutant, le lieu d'investigation, les victimes, les témoins et les dissimulateurs de fait. Chaque fiche est très détaillée et comporte une image.

## Système de jeu
Il s'agit davantage d'une base de données multimédia concernant la série TV, qu'un jeu vidéo.